# Ніко Сігур
Ніко Сігур (хорв. Niko Sigur, англ. Niko Sigur, нар. 9 вересня 2003, Бернабі) — канадський і хорватський футболіст, півзахисник клубу «Хайдук» (Спліт) та національної збірної Канади. Володар Кубка Хорватії.

## Клубна кар'єра
Ніко Сігур народився 2003 року в канадському місті Бернабі. Розпочав займатися футболом у юнацькій команді футбольного клубу «Ванкувер Вайткепс», пізніше грав у юнацькій команді канадського клубу «Воган Адзуррі». У 2022 році Сігур перебрався до Європи, де спочатку грав у юнацькій команді словенського клубу «Радомлє», а пізніше перейшов до юнацької команди хорватського клубу «Хайдук» (Спліт). У 2023 році футболіст розпочав грати за першу команду клубу «Хайдук». У складі команди гравець у 2023 році став володарем Кубка Хорватії.

## Виступи за збірні
Ніко Сігур має подвійне канадське і хорватське громадяндство, і спочатку протягом 2023—2024 років він грав у складі молодіжної збірної Хорватії, за яку провів 9 матчів. У 2024 році Сігур вирішив змінити футбольне громадянство, та дебютував у складі національної збірної Канади. У 2025 році футболіста включили до складу збірної на домашній для неї Золотий кубок КОНКАКАФ 2025 року.

## Титули і досягнення
- Володар Кубка Хорватії (1):

«Хайдук» (Спліт): 2022–2023